# デジタル・スタジアム
デジタル・スタジアム（digital stadium）は、NHKが2000年に放送を開始した日本のテレビ番組である。略称はデジスタ（digista）である。

## 概要
衛星第1テレビジョン（BS1）の土曜深夜の30分番組としてスタートした。その後、BS1から衛星第2テレビジョン（BS2）に移り、BS2以外に衛星ハイビジョン（BShi）、NHKワールド（NHKワールドTV・NHKワールド・プレミアム）でも放送した。また、2005年4月より放送時間が30分から40分に拡大されるとともに、ベストセレクション（後述）の選出方法など内容が大幅に刷新された。
2010年3月31日から放送を教育テレビに移し、10代の学生から大学院生までを対象した後継番組『デジスタ・ティーンズ』にリニューアルした。中谷日出は引き続き出演する。
映像サイズはBSアナログ放送は4:3、BSデジタル放送は16:9、NHKワールドTVは16:9レターボックスで放送した。また、NHKワールドTVは英語主音声・日本語副音声の2か国語放送となっている上、字幕テロップも英語表示に再編集された。

## 内容
キュレーターと呼ばれる審査者が応募された動画、インスタレーションなどの作品の中から毎週数作品 を選んで紹介し、その中からベストセレクションが選出される。また、ベストセレクションに選ばれた作品は、年に1回開催される「デジスタ・アウォード」（後述）で紹介され、その中からその年の最優秀作品を決定する。
2004年度までは、キュレーター以外の出演者は感想を述べるのみでベストセレクションの選出はキュレーターに任されたが、2005年4月のリニューアル以降はキュレーター、ナビゲーター、ゲストの多数決によってベストセレクションを選出するようになった。
また、敗者復活戦ともいえる「中谷セレクション」が年2回放送され、ベストセレクションに選ばれなかった作品の中から中谷が数作品を選んでデジスタ・アウォードに追加ノミネートする。
募集作品のテーマは、2004年度までは審査するキュレーターから出題された。2005年度からは「エンターテインメントムービー」「実験映像」「インタラクティブ」などといった作品ジャンルによって募集され、そのジャンルを専門とするキュレーターが審査する形式となった。さらに2008年1月からは、デジスタ・アウォードと同じく「映像部門」と「インタラクティブ／インスタレーション部門」という大きなくくりで募集されるようになった。

## デジスタ・アウォード
毎年12月に開催され、全キュレーターの審査によって過去1年間のベストセレクションの中から最優秀作品（グランプリ）が選出され、「ゴールデン・ミューズ」（トロフィー）が贈られる。2000年から2002年は全作品中から1作品、2003年以降は「映像部門」と「インタラクティブ／インスタレーション部門」の2部門で各1作品がグランプリに選出される。映像部門のグランプリ受賞者は、翌年の番組オープニングを制作するのが恒例である。

### 選考方法
2000年から2002年は、候補作品を「アニメーション」「グラフィック」「WEB」「インタラクティブ」といったジャンルに分類し、それぞれのジャンルごとにキュレーターの合議によって最優秀作品が決定され、さらに全ての部門最優秀作品の中からキュレーターの合議によってグランプリが決定された。また、部門最優秀作品に選ばれなかったが優秀な作品には審査員奨励賞が贈られた。
2003年以降はまず全キュレーターによる事前審査で「映像部門」「インタラクティブ／インスタレーション部門」それぞれ数作品の「ファイナリスト」を選出、審査会当日に作者によるプレゼンテーションおよび質疑応答が行われた。そして全キュレーターによる討論の後、投票によってグランプリが決定された。
2007年のアウォードでは審査会が公開生放送され、携帯電話によるインターネット投票の結果を反映する新たな試みが行われた。

### 受賞者
2000年
- グランプリ：「ユーロボーイズ」安達亨（アニメーションアート部門）
  - 3DCGアート部門：「GIZMO」光浪正彦
  - グラフィックアート部門：「えき」田村匡史
  - WEBアート部門：「A couple」宇田敦子
  - インタラクティブアート部門：「sense organ」山口崇司
  - 海外部門：「banja.com」TEAMcHmAn

2001年
- グランプリ：「遊具の透視法」鈴木康広（インタラクティブアート部門）
  - 3DCGアート部門：「Landscape Laundry」横井謙、竹中直樹
  - アニメーションアート部門：「愛は燃えている」鎌田明、加藤大紀
  - WEBアート部門：「Jun sasaki Webpage」佐々木隼
  - グラフィックアート部門：「an example 01」長谷川愛
  - 海外部門：「IBIS」ロブ・ホワイト
  - 審査員奨励賞：「BOU WORLD」水野健、「KLOKA」御影たゆた

2002年
- グランプリ：「streetscape」中居伊織（インスタレーション部門）
  - アニメーション部門：「電車かもしれない」近藤聡乃
  - インターナショナル部門：「交差路」グンポ本部
  - Web・インタラクティブ部門：「TRANSCOPE」坪井健
  - グラフィック部門：「blanker」吉田佳奈子
  - 審査員奨励賞：「Jelly TV System」神里亜樹雄、「スキージャンプラージヒル・ペア」真島理一郎、「ツチノコ出たぞ」床次啓一、「Echo」横部正樹、「The stranger」キム・ウンヨン

2003年
- 映像部門グランプリ：「LIFE NO COLOR」田澤潮
  - ファイナリスト：「引力」石塚敦子、「Goldfish」高柳陽、「じいさんのつぼ」渡村耕資、「the letter」チャン・ヒョンユン
- インタラクティブ／インスタレーション部門グランプリ：「青の軌跡」鈴木太朗
  - ファイナリスト：「障害」嶋田俊宏

2004年
- 映像部門グランプリ：「在来線の座席の下に住む男」坂元友介
  - ファイナリスト：「ホーム」青木純、恵土敦、小柳祐介、八山健二、「かがくサイエンス」重田佑介、「都市東京」小柳祐介
- インタラクティブ／インスタレーション部門グランプリ：「through the looking glass」 筧康明, 苗村健
  - ファイナリスト：「GLOBAL BEARING」平川紀道、「Long Autumn Sweet Thing」川瀬浩介

2005年
- 映像部門グランプリ：「ぼくらの風」外山光男
  - ファイナリスト：「コタツネコ」青木純、「ANIMA」ホッチカズヒロ、「鬼」細川晋、「Panic in the Village 」ヴァンサン・パタール、ステファン・オビエ
- インタラクティブ／インスタレーション部門グランプリ：「面」佐藤真喜子
  - ファイナリスト：「KHRONOS PROJECTOR」ハイハイ・グループ、「ハウリン」柳澤真梨奈、「Conspiratio」地球人

2006年
- 映像部門グランプリ：「インターバル」佐竹真紀
  - ファイナリスト：「電信柱のお母さん」坂元友介、「星会」外山光男、「鬼やんま」大石勝敏
- インタラクティブ／インスタレーション部門グランプリ：「OLE Coordinate System」藤木淳
  - ファイナリスト：「×マン」岡本高幸、「Light Tracer」カール・ウィリス

2007年
- 映像部門グランプリ：「おはなしの花」久保亜美香、井上精太
  - ファイナリスト：「Gluebe」宇佐美毅、「群れ」大坪透、「RUNNINGMAN」児玉徹郎
- インタラクティブ／インスタレーション部門グランプリ：「translate」志村信裕
  - ファイナリスト：「DON」牛大悟、「string oscillation」野口久美子

2008年（第9回）
- 映像部門グランプリ：「パンク直し」岡本将徳
  - ファイナリスト：「オオカミはブタを食べようと思った。」竹内泰人、「ケータイ狂想曲」烏田晴奈、「PERFORATIONS」斎藤俊介
  - アーティストチョイスカテゴリー：「さよなら△またきて□」宇佐美毅
  - オーディエンスチョイスカテゴリー：「彼らは、」伊藤公規
- インタラクティブ／インスタレーション部門グランプリ：「suzukaze」伏見再寧
  - ファイナリスト：「passtime」依田育士、「翔べ!小さな自分」齋藤達也 ＋ 井高久美子、「風の音楽」鈴木莉紗
  - アーティストチョイスカテゴリー：「ぺこ-ぼくのおうちへようこそ-」もりうちひさし
  - オーディエンスチョイスカテゴリー：「そらいろ研究所」山口藍

2009年（第10回）
- 映像部門グランプリ：「向ヶ丘千里はただ見つめていたのだった」植草航
  - ファイナリスト：「FORESTRY」woodpecker（竹内俊太郎＋早船将人）、「フミコの告白」石田祐康
- インタラクティブ／インスタレーション部門グランプリ：「ウダー3.3」宇田道信
  - ファイナリスト：「permanent」小林陽介、「mechanical tumor」飯沢未央

## 出演者
レギュラー出演者
- 中谷日出 - デジスタ・ナビゲーター
- ジョージ・ウィリアムズ - プレゼンター
- 松山愛里 - ナレーション

過去の出演者
- アメリカザリガニ - 2005年度プレゼンター
- 金子奈緒 -  2005年度-2008年度 デジスタ・パーソナリティ

主なキュレーター
- 土佐信道（明和電機）
- 八谷和彦
- 竹中直純
- 森本晃司
- 森本千絵
- ヤノベケンジ
- 鈴木康広

- 箭内道彦
- 丹下紘希
- 山崎貴
- 今敏
- 季里
- 真島理一郎

- 中島信也
- 伊藤有壱
- 田中秀幸
- MAYA MAXX
- ピエール瀧

- クワクボリョウタ
- tomato
- 手塚眞
- 岩井俊雄
- 佐藤可士和
- 立花ハジメ

- 佐藤嗣麻子
- 村田朋泰
- 児玉裕一
- 野村辰寿

## テーマ
作品テーマ
- アートアニメーション
- キャラクター・アニメーション
- WEBアニメーション
- エンターテインメント・ムービー
- 新感覚ミュージック・ビデオ
- インタラクティブ

- デザイン
- インスタレーション
- ガジェット
- 短編ドラマ
- 笑えるショート・ムービー
- 携帯型アート

- 実験映像
- “空想”ムービー
- “技術”
- “特撮”
- “携帯アート”
- 山形を盛り上げるキャラクター作品

セレクション
- セレクション（ゲスト・キュレーターによるセレクション）
- ベスト・セレクション
- デジスタ・アウォード

特集
毎年恒例
- デジスタ・ティーンズ（高校生までのクリエイター作品）

不定期
- デジスタ・マスターズ Over 40's（40歳以上のクリエイター作品）
- デジスタ・ビギナーズ（16歳以下のクリエイター作品）
- 「みんなのうた」特集
- ミニミニ映像大賞特集

終了
- 鳥獣戯画特集
- シーグラフ03特集

## スタッフ
- NHKエンタープライズ[4]
- DIRECTIONS[5]

## ポプテピピック
東京藝術大学在学中に自主制作作品を出品していた青木純は同大学卒業後アニメ制作会社スペースネコカンパニーを設立。NHK『みんなのうた』アニメなどを手掛け、2018年神風動画とともに四コマ漫画原作によるアニメ『ポプテピピック』を製作する。青木は共同シリーズディレクターのほか編集も担当。短編作品の連作を基本としつつ、青木と同じデジスタ出身のAC部担当コーナーが大きなウェイトを占め、胡ゆぇんゆぇん、青山敏之、佐藤美代、当真一茂、山下諒といった新進の個性派アニメーション作家に依頼し、デジスタが果たした役割に通じる奇抜な手法と作風の見本市ともなった。2022年放送の第2シリーズでは規模を拡大し有名アニメのパロディや長回しの実写も盛り込みながら、VRアニメーション制作者ゆはらかずきが手掛けたオープニング映像（配信でも放送でも映像が破綻するほどに描き込まれた）、映像制作だけでなくテーマソングの編曲とリミックスも行った葛飾出身(VIXI)による第8話エンディングなどで、引き続き先鋭的な映像と異彩が発揮されている。